# Сірахама
Сірахама (яп. 白浜町, しらはまちょう, сірахама тьо ) — містечко в Японії, у південній частині префектури Вакаяма.
Сірахама віддавна відома гарячими ваннами онсен на термальних водах та прекрасними пейзажами тихоокеанського узбережжя.